# Audrey Prieto
Audrey Prieto-Bokhashvili (Clermont-Ferrand, 13 de junio de 1980) es una deportista francesa que compitió en lucha libre. Ganó dos medallas en el Campeonato Mundial de Lucha, oro en 2007 y bronce en 2008, y tres medallas en el Campeonato Europeo de Lucha entre los años 2050 y 2010.

## Palmarés internacional
| Campeonato Mundial | Campeonato Mundial | Campeonato Mundial | Campeonato Mundial |
| Año                | Lugar              | Medalla            | Categoría          |
| ------------------ | ------------------ | ------------------ | ------------------ |
| 2007               | Bakú (Azerbaiyán)  | Medalla de oro     | 59 kg              |
| 2008               | Tokio (Japón)      | Medalla de bronce  | 63 kg              |
| Campeonato Europeo |                    |                    |                    |
| Año                | Lugar              | Medalla            | Categoría          |
| 2005               | Varna (Bulgaria)   | Medalla de plata   | 59 kg              |
| 2006               | Moscú (Rusia)      | Medalla de bronce  | 59 kg              |
| 2010               | Bakú (Azerbaiyán)  | Medalla de plata   | 63 kg              |